# Gong

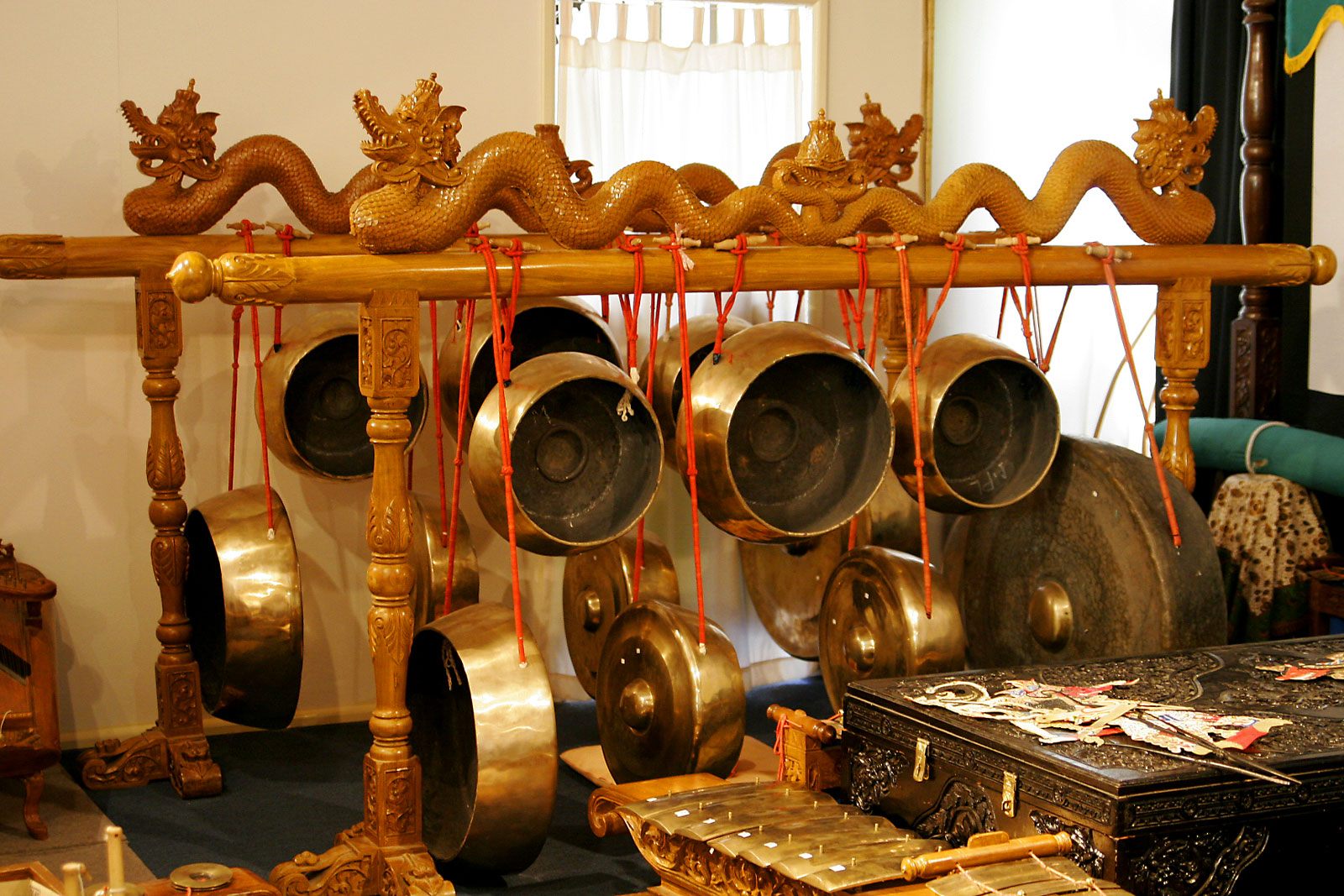
Gongy v orchestru bicích nástrojů Gamelan - indonéská ambasáda Canberra

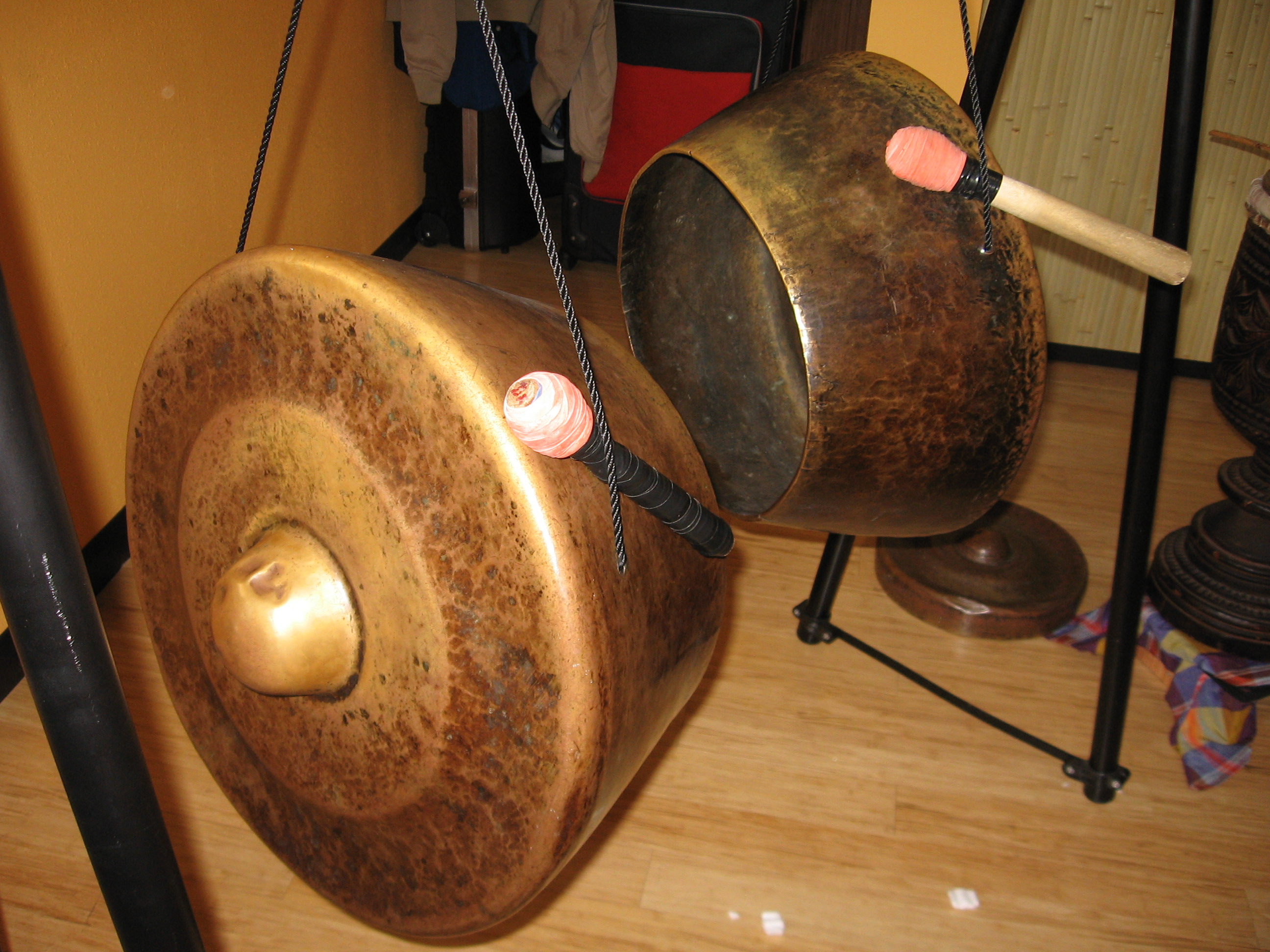
Agung, typ filipínského závěsného gongu používaného jako součást souboru Kulintang

Gong (z indonéštiny a malajštiny: gong, čínsky 鑼) je východo- a jihovýchodoasijský hudební bicí nástroj, který má formu plochého kruhového kovového disku, do kterého bouchá paličkou. Kořeny gongu lze vysledovat zpět až do doby bronzové kolem roku 3500 př. n. l. Termín "gong" má původ v Jávě a vědecký a archeologický výzkum ukázal, že Barma, Čína, Jáva a Annam byly ve starověku jeho čtyřmi hlavními výrobní centry. Gong později v 18. století našel cestu do západního světa, kde se mimo jiné používal v bicí sekci symfonického orchestru (západního typu). Forma bronzového kotlového gongu, známého jako tibetská mísa, byla široce používána ve starověkém Řecku a Římě, například ve slavném Orákulu v Dodoně, kde se také používaly diskové gongy.
Gongy lze rozdělit na tři typy: Závěsné gongy jsou víceméně ploché, kruhové kovové kotouče vertikálně zavěšené pomocí šňůry procházející otvory v blízkosti horního okraje. Vypouklé gongy mají zvýšené středové vyboulení a jsou často zavěšeny a hraje se na ně vodorovně. Gongové mísy mají tvar misky a jsou položeny na podušce. Dají se považovat za druh kategorie zvonů. Gongy se vyrábí převážně z bronzu nebo mosazi, ale používá se mnoho dalších slitin.
Gong vytváří dva různé typy zvuku. Gong s v podstatě plochým povrchem vibruje ve více režimech, čímž vzniká spíše "rána" než konkrétní naladěná nota. Tato kategorie gongu se někdy nazývá tam-tam, aby se odlišila od vypouklých gongů, které dávají naladěnou notu. V indonéských gamelanových souborech jsou některé vypouklé gongy úmyslně udělány tak, aby kromě toho vytvářely záznějové noty v rozmezí od 1 do 5 Hz. Pro oba typy nástrojů se běžně používá výraz "gong".

## Typy

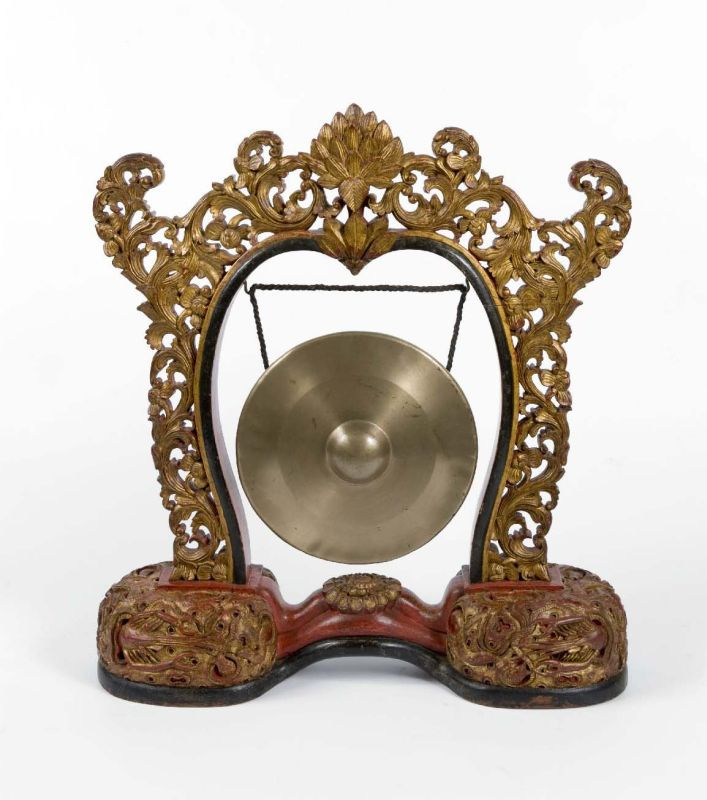
Jávsko-balijský typ gongu, visící v rámu

Na závěsné gongy se hraje kladívky a tvoří je dva hlavní typy: kotouče s plochým povrchem s nebo bez obrácené hrany a gongy se zvýšeným středovým vypouknutím. Obecně platí, že čím větší je gong, tím větší a měkčí kladivo. V západní symfonické hudbě se ploché gongy obecně označují jako tam-tamy, aby se odlišovaly od svých vypouklých protějšků. Zde je termín "gong" vyhrazen pouze pro vypouklý typ. Gong byl po tisíciletí čínským nástrojem. Jeho první použití mohlo být na upozornění rolníků, aby šli domů z pole, protože některé gongy jsou dostatečně hlasité, aby byly slyšeny až na vzdálenost 8 kilometrů. V Japonsku se tradičně používají k zahájení zápasů v sumo.
Velké ploché gongy mohou být "připraveny" lehkým úderem před hlavní ranou, což výrazně zvyšuje následný zvuk a způsobuje, že přístroj "mluví" dříve; vzniká jen kratší zpoždění, než zvuk "rozkvete". Udržet tento první úder neslyšitelný vyžaduje velkou dovednost. Na nejmenší závěsné gongy se hraje bambusovými hůlkami nebo dokonce paličkami, používaných v tzv. západní hudbě. Současná a avantgardní hudba, která hledá různé zvuky, často používá třecí paličky (produkující ječivé harmonické tóny), basové smyčce (produkující dlouhé tóny a vysoké alikvótní tóny) a různé úderné nástroje (dřevěné/plastové/kovové) pro vytvoření požadovaných barev zvuku.
Kamenné gongy jsou tvořeny velkými kameny, do kterých se bije menšími kameny, aby vznikl kovový rezonující zvuk.

## Tradiční závěsné gongy

### Chau gong (tam-tam)

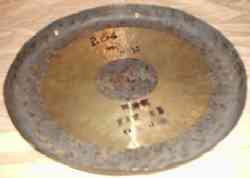
Známý "čínský" gong (25 cm chau gong)

Zdaleka nejznámějším pro většinu obyvatel Západu je chau gong. Velké chau gongy, zvané tam-tamy, se stali součástí symfonického orchestru. Někdy se chau gong nazývá čínský gong, ale ve skutečnosti je to jen jeden z mnoha druhů závěsných gongů, které jsou spojeny s Čínou. Chau gong se vyrábí ze slitiny na bázi mědi, bronzu nebo mosazi. Je téměř plochý kromě ráfku, který je natočen tak, aby vznikl mělký válec. Na například pro 25 cm gong se hrana prodlužuje asi o 1 cm kolmo k povrchu. Hlavní plocha je mírně konkávní při pohledu ze směru, do kterého je obruč natočena. Středový bod a okraj gongu jsou na obou stranách pokryty černým oxidem mědi, který vznikne při výrobě; zbytek je vyleštěný, čímž se tento povlak odstraní. Velikost chau gongů bývá od 18 do 203 cm v průměru.
Nejstarší Chau gong pochází z hrobky objevené v lokalitě Guixian v autonomní oblasti Číny Guangxi Zhuang. Pochází z období časné západní dynastie Chan. Dynastiie je známá pro velmi intenzivní a duchovní bubnování při rituálech a při kmenových setkáních. Tradičně se chau gongy používaly k vyklizení cesty pro důležité úředníky a průvody, podobně jako dnes policejní sirény. Někdy počet úderů určoval služební věk úředníka. Tímto způsobem dva úředníci, kteří se nečekaně setkali na cestě, věděli před setkáním, který z nich by se měl před druhým poklonit.

#### Použití gongů v symfonickém orchestru
Tam-tam poprvé jako orchestrální nástroj představil Francois-Joseph Gossec v 1790, použil ho také Gaspare Spontini a Jean-François Le Sueur. Hector Berlioz nasadil nástroj v průběhu své kompoziční kariéry a ve své knize Grand traité d'instrumentation et d'orchestration moderne ("Velké pojednání o moderní instrumentaci a orchestraci") doporučil jeho použití "pro scény smutku nebo pro dramatické zobrazení extrémní hrůzy". Další skladatelé, kteří přijali tam-tam v opeře, byli Gioachino Rossini, Vincenzo Bellini a Richard Wagner; Rossini ve finále 3. jednání Armidy (1817), Bellini v Normě (1831) a Wagner v Rienzim (1842). Během několika desetiletí se tam-tam stal důležitým členem bicí sekce moderního symfonického orchestru. Je výrazně použit v symfoniích Petra Iljiče Čajkovského (Symfonie č. 6), Gustava Mahlera (Symfonie č. 6 a Das Lied von der Erde), Dmitrije Šostakoviče (Symfonie č. 4 a další) a v menší míře Sergeje Rachmaninova a Sergeje Prokofjeva. Giacomo Puccini ve svých operách používal gongy i tam-tamy. Igor Stravinský výrazně rozšířil herní techniku na tam-tam v jeho Svěcení jara, aby zahrnovalo krátké, rychle tlumené tóny, rychlé vzestupy a trojitý úder na přední část nástroje. Karlheinz Stockhausen použil 150 cm velký tam-tam v jeho díle Momente.

## Signální gongy
Gongy se také používají jako signální zařízení v řadě zařízeních.
Kromě hudebního vyžití slouží i při některých náboženských obřadech, jako zvukové znamení pro oddělení boxerských kol.
Tímtéž slovem je označováno i zařízení tvořené kovovou tyčí, kterou rozezní elektro-mechanicky ovládaný úderník a jejíž vibrace snímá elektromagnetický snímač. Gong zpravidla obsahoval několik tyčí naladěných na různé tóny. Takovými zařízeními byly osazovány divadelní, filmové a koncertní sály. Jejich zvukem se svolávalo publikum před začátkem představení nebo při konci přestávky z bufetu. V nových či rekonstruovaných sálech plní tuto roli stejnojmenná elektronická zařízení, která jsou dnes instalována i do výtahů či vlaků.
Zvuk elektromagnetického gongu využíval i rozhlas NDR jako časové znamení - jeden úder vyznačil začátek hodiny.
Československá televize používala elektromagnetický gong pro označení přestávky ve vysílání.

## Seznam gongů

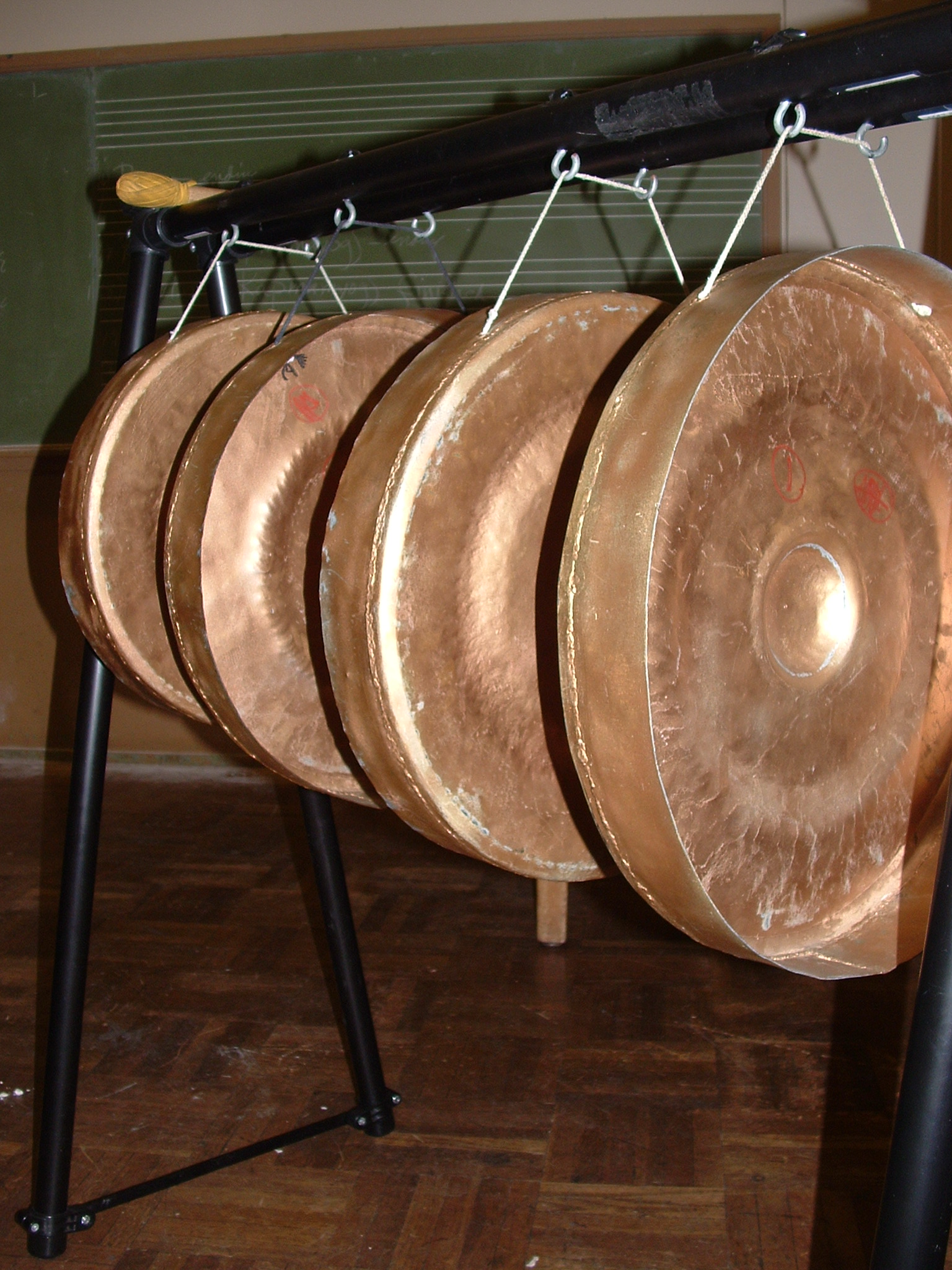
Gandingan

- Agung
- Babendil
- Bonang
- Gandingan
- Gong ageng
- Gungsa
- Kempul
- Kempyang a ketuk
- Kenong
- Khong mon
- Kulintang
- chau gong
- tibetská mísa
- Umpan
- Tagonggo